# The Buddha of Suburbia (soundtrack)
The Buddha of Suburbia is een soundtrackalbum van de Britse muzikant David Bowie, uitgebracht in 1993. Het is de soundtrack van de BBC2-serie The Buddha of Suburbia, wat op zijn beurt weer een bewerking was van Hanif Kureishi's boek The Buddha of Suburbia.
Het album was de derde van drie soundtracks waarin Bowie een grote rol had, waarbij Christiane F. de eerste was en Labyrinth de tweede. Volgens Bowie duurde het slechts zes dagen om het hele album te schrijven en op te nemen, maar duurde het mixen vijftien dagen vanwege enkele technische problemen. Het album wordt geclassificeerd als een soundtrack, ondanks dat enkel het titelnummer te horen was in de serie.
De nummers "The Mysteries" en "Ian Fish, U.K. Heir" zijn instrumentale nummers en doen denken aan de zogeheten Berlijnse trilogie die Bowie aan het eind van de jaren '70 maakte met Brian Eno. Het nummer "Strangers When We Meet" werd later opnieuw opgenomen voor het album 1. Outside.
De "rock mix" van het titelnummer "The Buddha of Suburbia", met Lenny Kravitz op gitaar, werd uitgebracht op single en bereikte de 35e plaats in Engeland.

## Tracklist
- Alle nummers geschreven door Bowie.

1. "The Buddha of Suburbia" – 4:28
2. "Sex and the Church" – 6:25
3. "South Horizon" – 5:26
4. "The Mysteries" – 7:12
5. "Bleed Like a Craze, Dad" – 5:22
6. "Strangers When We Meet" – 4:58
7. "Dead Against It" – 5:48
8. "Untitled No. 1" – 5:01
9. "Ian Fish, U.K. Heir" – 6:27
10. "The Buddha of Suburbia (rock mix)" – 4:19

## Musici
- David Bowie: zang, keyboards, synthesizer, gitaar, alt- en baritonsaxofoon, keyboardpercussie, productie
- Erdal Kızılçay: keyboards, trompet, basgitaar, gitaar, drums, percussie
- 3D Echo: drums, basgitaar, gitaar op "Bleed Like a Craze, Dad"
- Mike Garson: piano op "Bleed Like a Craze, Dad" en "South Horizon"
- Lenny Kravitz: gitaar op "The Buddha of Suburbia (rock mix)"